# Federal de Spix
El federal de Spix (Agelaioides fringillarius) és un ocell de la família dels ictèrids (Icteridae).

## Hàbitat i distribució
Habita la seva del nord-est del Brasil